# 踏水镇 (简阳市)
踏水镇，是中华人民共和国四川省资阳市简阳市下辖的一个乡镇级行政单位。

## 行政区划
踏水镇下辖以下地区：
踏水镇社区、泉水村、石炮村、团柏村、老沟村、店子村、油房村、夏家村、柏杨村、发展村、新生村、中和村、良安村、大树村、双益村、来星村、白蜡村和大兴村。